# 千鳥橋 (神奈川県)

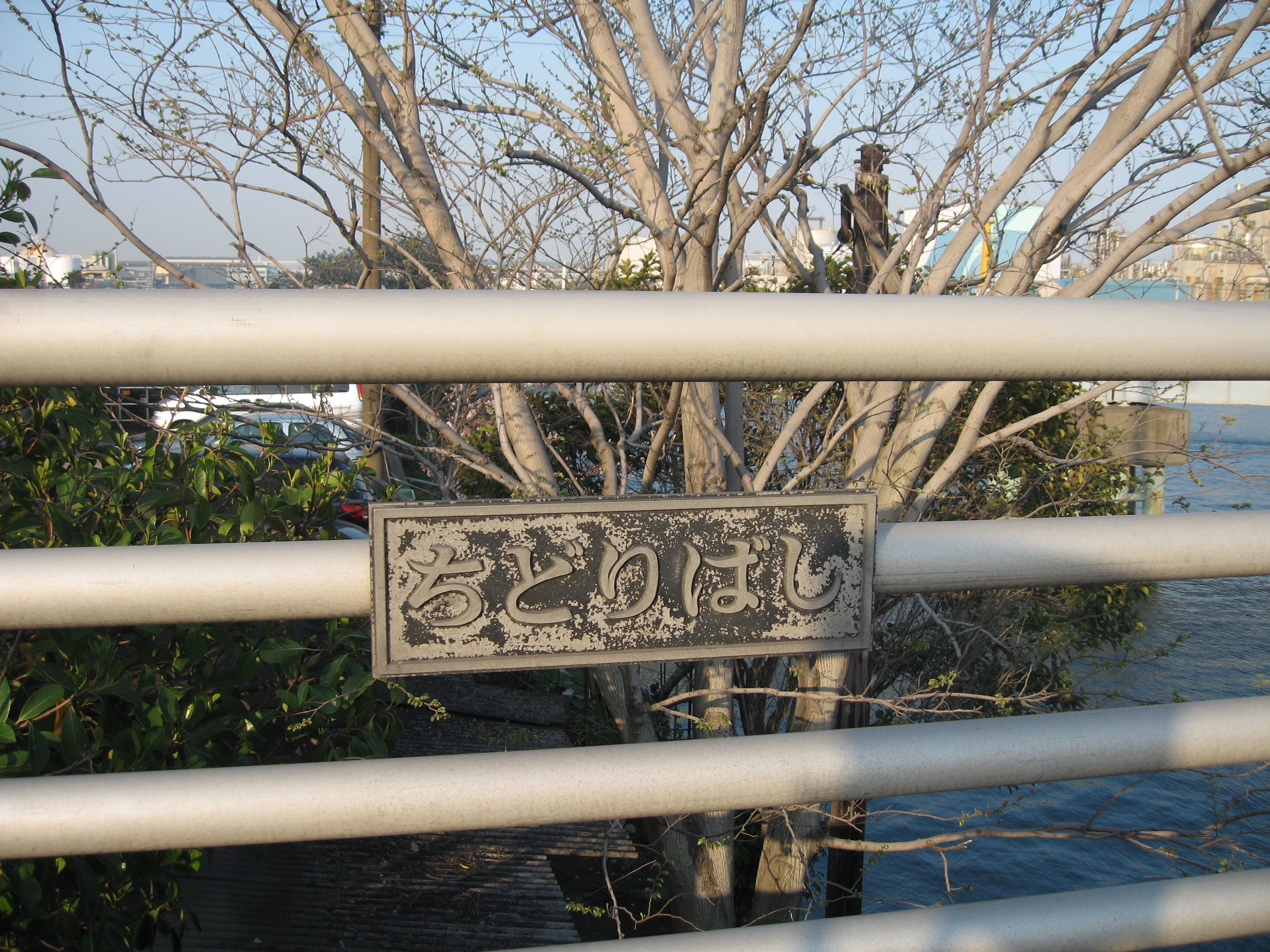
千鳥橋標。2007年3月29日撮影。

千鳥橋（ちどりばし）は、神奈川県川崎市川崎区の千鳥運河にかかる橋である。

## 概要
千鳥橋の中間辺りには、ここから程近い川崎港と関連して「錨（いかり）」をあしらったモニュメントが置かれている。また、端の北端には千鳥をあしらったオブジェが、南端には海にたつ水しぶきをあしらったオブジェが建てられている。

## 交通
- 国道132号線が通っている。国道132号線は、千鳥橋の南側境界を起点としている。
- 神奈川臨海鉄道千鳥線が、これとは別に横に据え付けられた橋を渡る。

座標: 北緯35度31分24.5秒 東経139度45分8秒 / 北緯35.523472度 東経139.75222度